# Jean Harbor
Jean Harbor, né le 19 septembre 1965 à Lagos au Nigeria, est un ancien joueur international américain de soccer d'origine nigériane ayant évolué au poste d'attaquant.

## Biographie

### Carrière en sélection
Avec l'équipe des États-Unis, il joue 15 matchs (pour aucun but inscrit) entre 1992 et 1997. Il figure notamment dans le groupe des sélectionnés lors de la Coupe des confédérations de 1992. Lors de la compétition, il joue le match des demi-finales perdue contre l'Arabie saoudite.
Il participe également à la Copa América de 1993.